# Triancyra gracilis
Triancyra gracilis là một loài tò vò trong họ Ichneumonidae.